# Arhiducele Stephen, Palatin al Ungariei

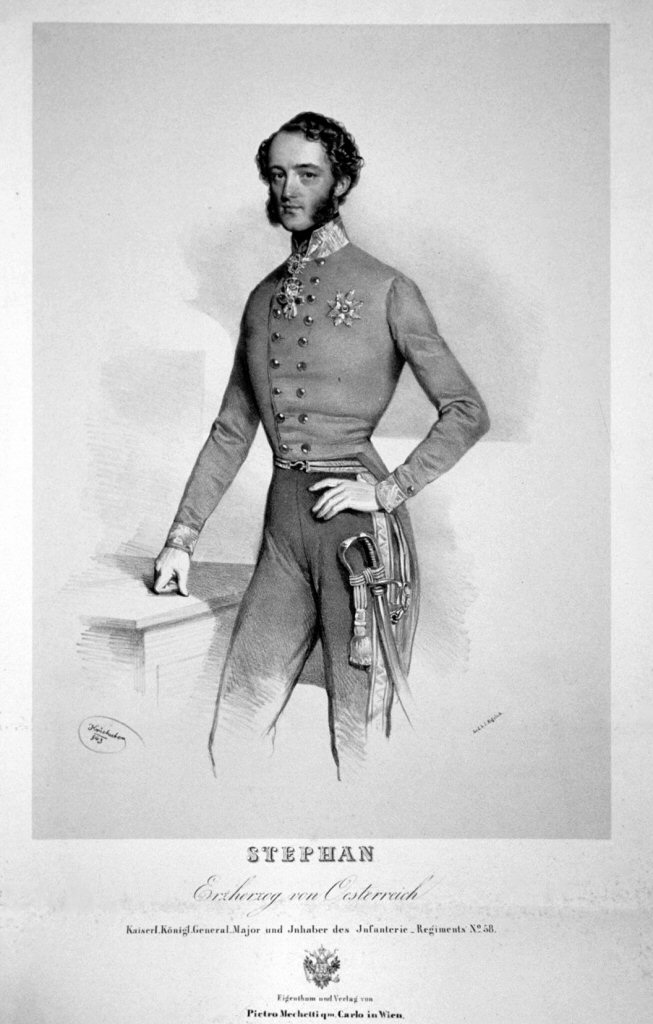
Arhiducele Stephen, Palatin al Ungariei, litografie de Josef Kriehuber, 1843.

Arhiducele Stephen, Palatin al Ungariei (în maghiară István nádor, în germană Stefan Franz Viktor, Erzherzog von Österreich/Stephan Franz Viktor; n. 14 septembrie 1817, Buda, Imperiul Austriac – d. 19 februarie 1867, Menton, Alpes-Maritimes, Franța) a fost membru al Casei de Habsburg-Lorena.
A fost fiul Arhiducele Joseph, Palatin al Ungariei și al Herminei de Anhalt-Bernburg-Schaumburg-Hoym. Mama lui a murit la scurtă vreme după nașterea lui și a surorii lui gemene, Arhiducesa Hermine Amalie Marie. A fost crescut de mama lui vitregă, Maria Dorothea de Württemberg.